# 5 Armia (III Rzesza)
5 Armia (niem. 5. Armee) – jedna z niemieckich armii, w 1939 roku przekształcona w 18 Armię. 
Utworzona została 25 sierpnia 1939 roku w VI Okręgu Wojskowym jako Naczelne Dowództwo 5 Armii. W trakcie trwania niemieckiej agresji na Polskę znajdowało się w składzie Grupy Armii C i sprawowało nadzór nad jednostkami stacjonującymi przy zachodniej granicy III Rzeszy. W październiku tego roku Naczelne Dowództwo 5 Armii zostało przeniesione do okupowanej Polski, a 4 listopada przekształcone w 18 Armię.

## Dowództwo armii
Dowódca:
- generał piechoty Curt Liebmann (od utworzenia do przekształcenia w 18 Armię)

Szefowie sztabu:
- gen. mjr Hans-Heinrich Sixt von Armin (do 10.09.1939)
- gen. mjr Karl-Adolf Hollidt (od 10.09.1939 do przekształcenia w 18 Armię)[3]

## Skład
- 561 Armijny Oddział Zaopatrzenia
- 563 pułk łączności
- VI Korpus Armijny
- 58 Dywizja Piechoty
- 87 Dywizja Piechoty
- 78 Dywizja Piechoty
- 268 Dywizja Piechoty